# Chaîne de télévision autochtone de Taïwan
 (mai 2020).
La Chaîne de télévision autochtone de Taïwan (en chinois 原住民族電視台, pinyin Yuánzhù Mínzú Diànshìtái ; en anglais Taiwan Indigenous Television, TITV) est une chaîne de télévision câblée par satellite de Taïwan consacrée aux questions et à la culture autochtones, lancée le 1er juillet 2005, devenant la première chaîne de ce type en Asie.
En janvier 2007, TITV a rejoint l'exploitation du Taiwan Broadcasting System (TBS) et s'est transformée en une plate-forme de médias publics non commerciaux. À partir de 2014, la TITV est exploitée indépendamment de la Fondation culturelle des peuples autochtones.

## Histoire

### 1962
En 1962, Taiwan Television (TTV) a commencé à émettre, à une époque où la réglementation de la radiodiffusion ne protégeait pas spécifiquement les minorités. Les directives opérationnelles du Bureau d'information du gouvernement stipulaient que l'attribution, le contrôle et l'utilisation des ressources de radiodiffusion « devraient tenir compte des droits et avantages des minorités et des groupes défavorisés ».

### Années 1980
Depuis les années 1980, l'activisme social a provoqué des changements majeurs à Taïwan et, lorsque les peuples autochtones ont pris conscience de leurs propres identités et droits, ils ont voulu avoir plus de programmes dans leur langue maternelle.
En 1984, l'émission de radio autochtone Green Mountain and Jade Hill, produite par la station de radiodiffusion Fu Hsing, a été diffusée.
En 1985, l'émission télévisée indigène Spring in the Green Mountains a été produite par Public Television Video Production (公共 電視 節目 製 播 組), une unité subordonnée de la Broadcasting Development Foundation (BDF).

### Années 1990
En 1990, le Conseil des affaires culturelles du Yuan exécutif et le Bureau d'information du gouvernement commencèrent à subventionner la production de programmes autochtones et hakka.
En 1992, les chaînes de radiodiffusion furent ouvertes à l'accès public. Avec cinq nouvelles stations de télévision, 35 station de puissance moyenne et 46 stations de basse puissance (?), il y avait environ 200 stations à Taïwan, dont une seule, Lanan, traitait des questions des peuples autochtones.
En septembre 1994, le Comité de préparation du PTS (=?) a recruté 24 autochtones pour les former comme professionnels de l'industrie de la production visuelle, dont 11 ont été sélectionnés pour leurs performances exceptionnelles pour travailler comme journalistes au PTS. Cela a aidé un plus grand nombre d'autochtones à devenir une partie formelle de l'industrie des médias depuis lors.
Le 1er décembre 1996, le Conseil des peuples autochtones du Yuan exécutif a été créé, avec la responsabilité explicite de consulter les médias autochtones.
Le 31 mai 1997, la loi sur le service de télévision publique a été adoptée, dont l'article 11 stipule que les programmes autochtones doivent « maintenir la diversité, l'objectivité, l'équité et tenir compte de l'équilibre entre les différents groupes ethniques » et que la programmation, les interviews, le tournage, le montage et la narration devrait être faite par des journalistes autochtones. La première équipe de production d'émissions télévisées autochtones a ainsi été constituée.

#### Loi sur l'éducation pour les peuples autochtones
En juin 1998, la loi sur l'éducation des peuples autochtones (原住民族教育法) a été adoptée. L'article 26 de la loi stipule qu'une chaîne ou station de télévision gérée expressément par et pour les autochtones doit être créée (modifiée en 2004 en tant qu'article 29).
PTS a commencé sa diffusion officielle en juillet 1998. La station a été la première à présenter une émission produite localement, le Formosa Aboriginal News Magazine (« Magazine d'information des Aborigènes de Formose »). Les emplacements des émetteurs, cependant, ont empêché de nombreuses zones indigènes de recevoir efficacement le signal. Avec PTS comme cultivateur (?) et plate-forme, les talents autochtones de l'industrie de la télévision ont pleinement démontré leurs capacités professionnelles. Malheureusement, ils travaillent principalement à Taipei, un endroit où ils ne peuvent pas observer les problèmes détaillés et les besoins des villages autochtones sur une longue période.
Pour aider les peuples autochtones à exprimer leurs besoins et à rendre compte avec précision de la situation des villages autochtones dans différents endroits, le Département des nouvelles de PTS a lancé le Programme de culture des talents de la télévision autochtone. Le deuxième volet du programme a débuté en mars 2001 grâce au financement du Conseil des peuples autochtones et du Conseil des affaires du travail et le troisième volet a commencé en juillet 2002. Plus de 60 personnes qualifiées capables de produire un programme indépendamment ont été formées au cours du programme à trois niveaux.

### Années 2000
En 2001, lorsque le deuxième volet du programme de culture était en service, le sous-ministre du Conseil des peuples autochtones, Kao Cheng-shang (Bajack Gilin), a chargé PTS de promouvoir la création d'une chaîne de télévision exclusivement par et pour les populations autochtones.
En 2003, un budget de 330 millions de nouveaux dollars de Taïwan a été réservé, mais gelé par le Yuan législatif en attendant l'amélioration de la transmission du signal dans les zones autochtones.
En septembre 2003, le Bureau d'information du gouvernement et le Conseil des peuples autochtones ont travaillé à la formulation de la politique de partage de satellites et de disques pour les stations de radio et de télévision, en vertu de laquelle le gouvernement louerait un satellite de transmission dédié et établirait un budget pour distribuer le récepteur satellite aux familles autochtones dans les zones de montagne pour assurer la réception du signal.
En 2004, le Yuan législatif a approuvé la création d'une chaîne de télévision exclusivement destinée aux populations autochtones, qui serait située sur le canal 16. Cependant, des installations de production inadéquates ont forcé la programmation à être produite par une autre station de télévision. Selon la réglementation des marchés publics, les marchés doivent être soumis à un processus d'appel d'offres ouvert. En conséquence, Taiwan Television a remporté l'offre. La diffusion d'essai a commencé le 1er décembre 2004 et la diffusion officielle a commencé le 1er juillet 2005, créant officiellement la première station de télévision autochtone en Asie. La deuxième offre a été réalisée au second semestre de la même année et a été attribuée à Eastern Television (ETTV).
Trois soumissions ont été lancées au cours des un an et demi après que la télévision indigène de Taïwan (TITV) a commencé à fonctionner après approbation. Cela a provoqué une certaine inquiétude parmi l'équipage, car des plans à long terme ne peuvent être élaborés sans une base solide. Avec la mise en œuvre de la politique d'élimination de l'implication des partis politiques, des forces politiques et des militaires dans les médias, le Yuan législatif a révisé le Statut concernant la cession des participations du gouvernement dans l'industrie de la télévision terrestre, dont l'article 14 stipulait que « la production et la diffusion d'émissions de télévision autochtones devraient être exécutées par la Public Television Service Foundation à compter de l'année suivant la promulgation de la loi ».

#### 2007
En janvier 2007, la Public Television Service Foundation a créé la TITV en tant que branche opérationnelle. La station est devenue une plate-forme de médias publics non commerciaux permettant aux peuples autochtones d'exprimer leurs opinions, de garantir leur droit d'être informés et de transmettre leur patrimoine culturel. 

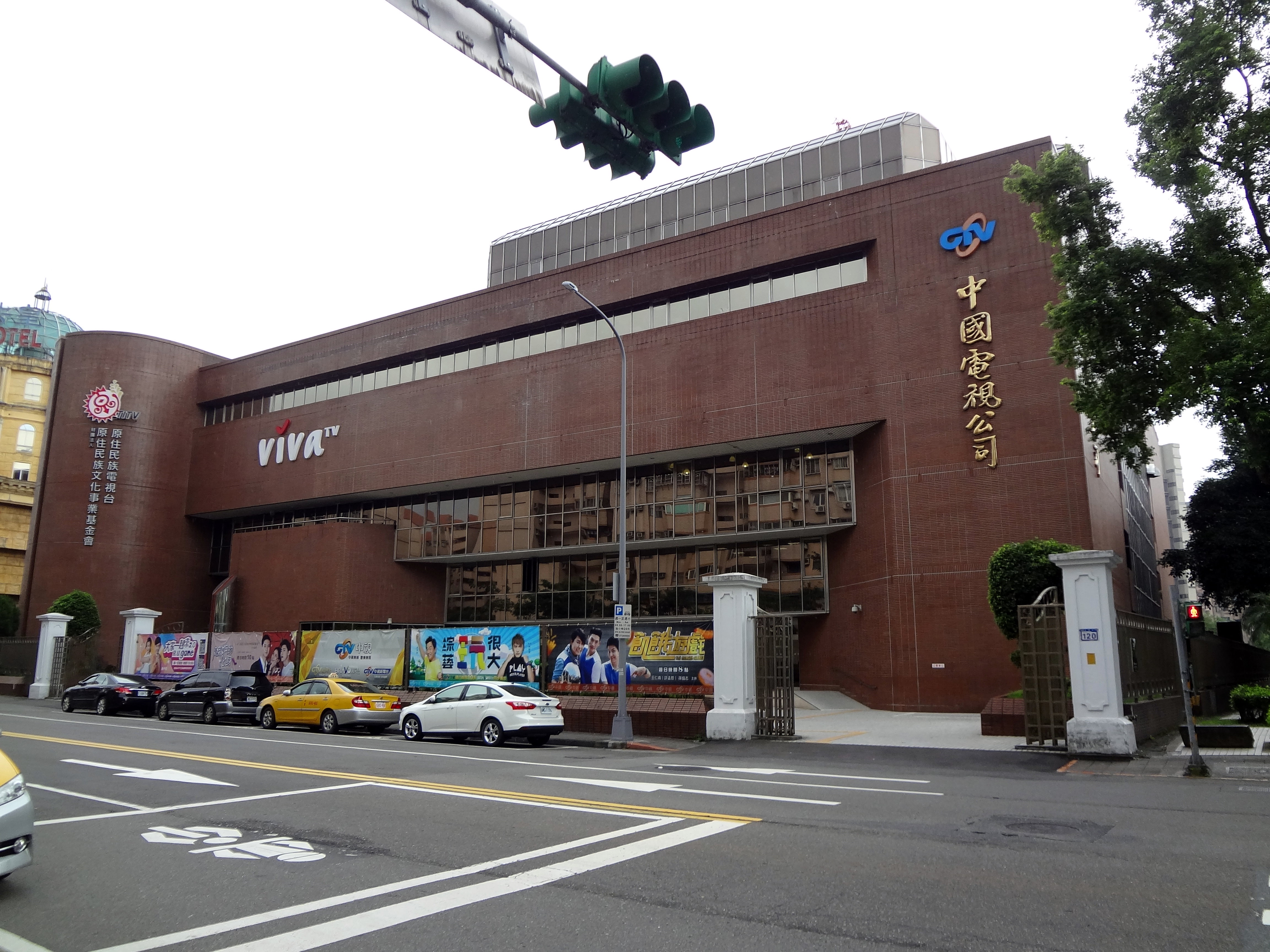
La TITV au China Television Building en 2016.

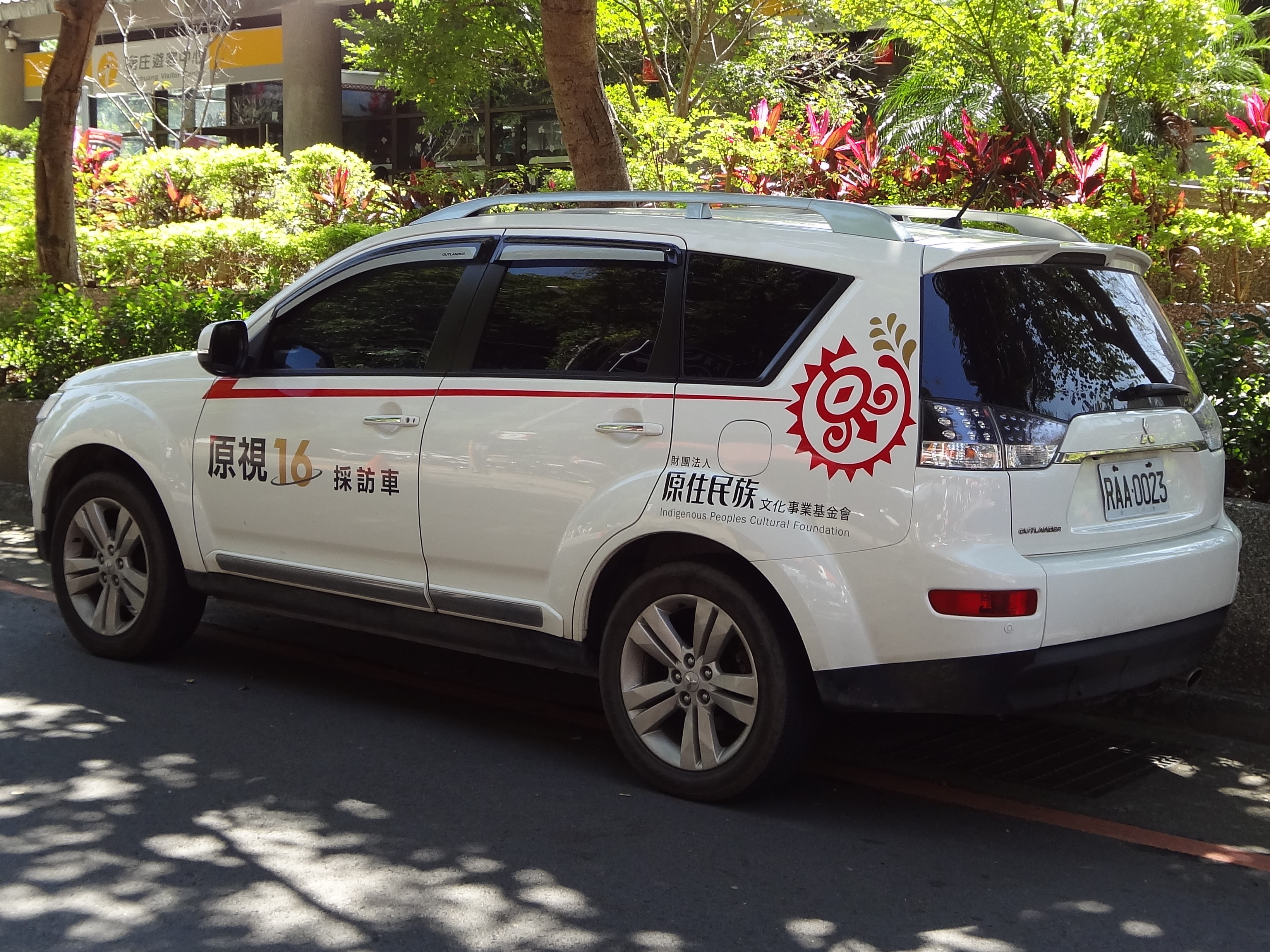
Voiture de presse de la TITV en 2015.

#### 2016
Le 6 juillet 2016, la TITV a lancé un service de télévision terrestre à Taïwan, puis a pu être reçu avec une antenne, en particulier pour le public des villages autochtones.

## Équipe exécutive
- Directeur en chef : Masao Aki (peuple atayal)
- Département des actualités: Olo Kumu (peuple amis )
- Responsable du département de programme : Maraos (peuple tao)
- Département marketing : Mei Wang.